# Nihonhimea japonica
Espèce
Synonymes
- Theridion japonicum Bösenberg & Strand, 1906
- Parasteatoda japonica (Bösenberg & Strand, 1906)
- Parasteatoda ungilensis Kim & Kim, 1996

Nihonhimea japonica est une espèce d'araignées aranéomorphes de la famille des Theridiidae.

## Distribution
Cette espèce se rencontre au Japon, en Corée du Sud, à Taïwan, en Chine et au Laos.

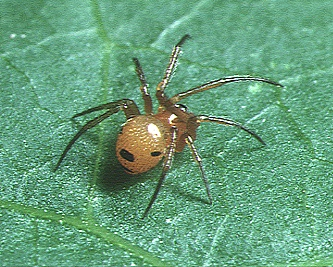
Nihonhimea japonica ♂

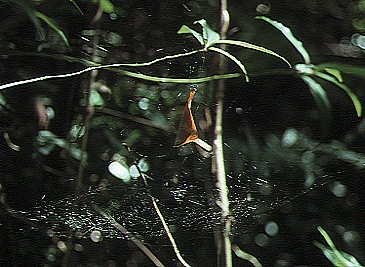
Toile de Nihonhimea japonica

## Publication originale
- Bösenberg & Strand, 1906 : Japanische Spinnen. Abhandlungen der Senckenbergischen Naturforschenden Gesellschaft, vol. 30, p. 93-422 (texte intégral).